# Parfait Onanga-Anyanga
Parfait Onanga-Anyanga représente spécialement le secrétaire général de l'ONU en Centrafrique et chef de la Minusca (Mission multidimensionnelle intégrée des Nations unies pour la stabilisation en Centrafrique).

## Enfance et études
Né en 1960, il est de nationalité gabonaise. Il possède une maîtrise de sociologie obtenue à l'université Omar-Bongo de Libreville, ainsi qu'un diplôme de troisième cycle en sciences politiques de l'université Paris 1 Panthéon-Sorbonne.

## Carrière à l'ONU
Il travaille aux Nations unies depuis 1998. Entre 2007 et 2012, il est directeur de cabinet du vice-Secrétaire général de l'ONU. De juin 2012 à fin 2014, il a été le chef du Bureau des Nations unies au Burundi (BNUB).

### Centrafrique
Le 14 août 2015, Ban Ki-Moon le nomme, par intérim, représentant spécial du Secrétaire général de l'ONU et chef de la Mission des Nations unies pour la stabilisation en Centrafrique en remplacement de Babacar Gaye, démissionnaire. Il entre en fonction le 21 août 2015. Le 7 avril 2016, il devient représentant spécial de l'ONU et chef de la MINUSCA de plein droit. Le 11 avril 2016, il affirme dans une tribune sa détermination à lutter contre les abus sexuels  commis par des casques bleus dans le cadre de leur mission dans le pays.